# Temple de la Congrégation hollandaise-allemande
Le temple de la Congrégation hollandaise-allemande, plus simplement connu comme l‘Église des Hollandais, est une église protestante situé à Livourne en Italie.
Ce lieu de culte protestant témoigne du climat interculturel qui régnait à Livourne au XIXe siècle. Cependant, au cours de la seconde moitié du XXe siècle, l’église est fermée au public. Livrée à l’abandon, elle nécessite aujourd’hui d’importants travaux de restauration. En 2005 déjà, Ennio Weatherford, Président du consistoire de la Congrégation, s’alarmait des risques d’écroulement de l’édifice.

## Histoire

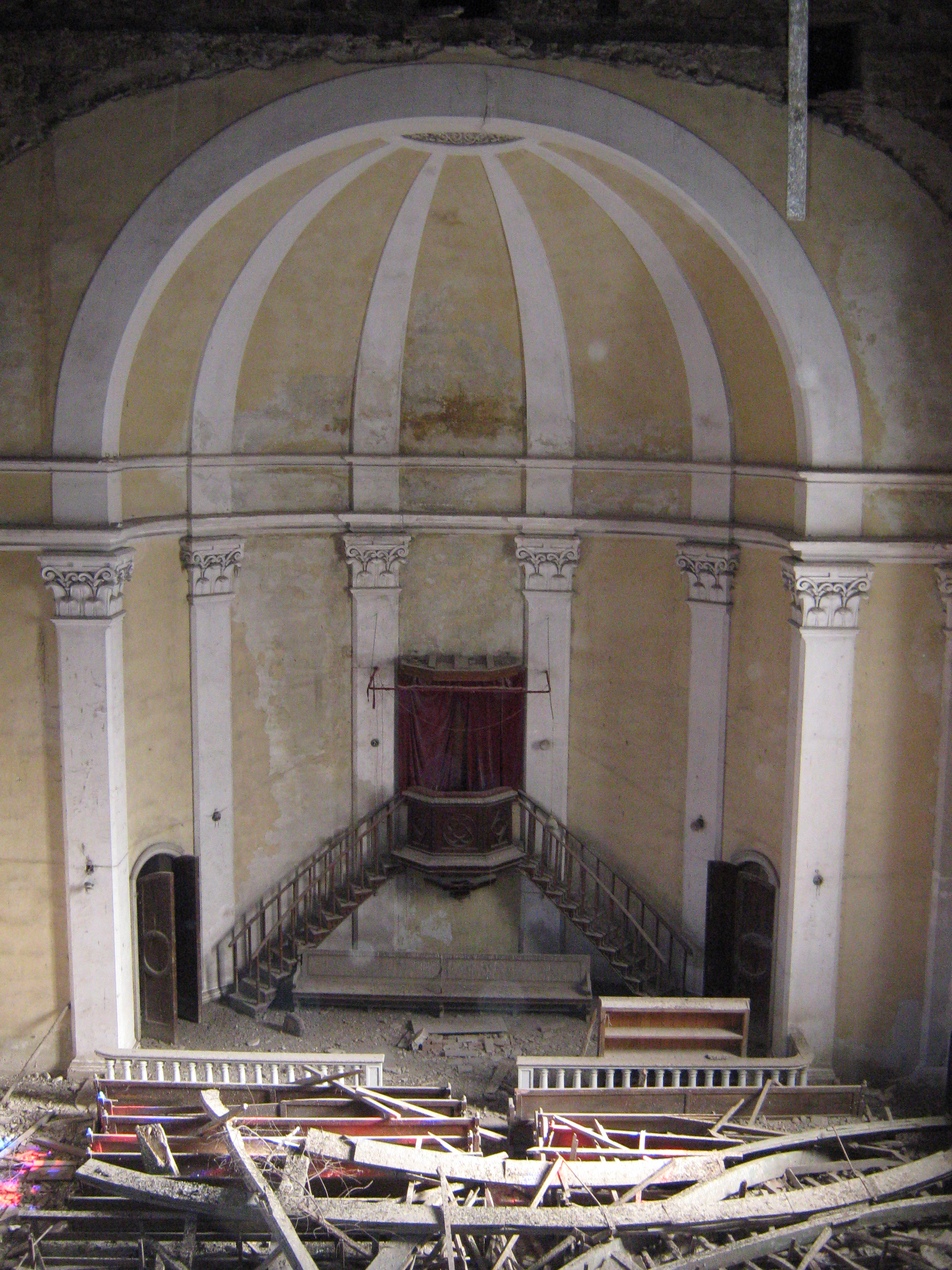
Intérieur

La présence d’Hollandais et d’Allemands attirés par les facilités portuaires accordées par le Grand-duc de Toscane est attestée à Livourne dès les origines de la cité au XVIe siècle. La création de la Congrégation Hollandaise-Allemande remonte au début du XVIIIe siècle. Depuis 1997, elle est constituée en association.
Initialement catholique, la communauté hollandaise-allemande a d’abord eu un autel dans l’église de la Madonna, comme les autres communautés étrangères de Livourne. Avec l’émergence de la Réforme à laquelle ressortit bientôt une grande partie de la communauté, il devint nécessaire de trouver des lieux pour ensevelir les morts et pour célébrer le culte protestant. Les célébrations religieuses se tiennent alors dans une salle située dans la Via del Consiglio. Pendant quarante ans, de la fin du XVIIIe au début du XIXe siècle, le pasteur est Johann Paul Schulthesius.
Avec l’Unité italienne, un concours fut ouvert pour la construction d’un lieu de culte authentique. Giuseppe Cappellini y participa, mais c’est finalement le dessin de Dario Giacomelli qui emporta les suffrages. Les travaux durèrent de 1862 à 1864. Peu de temps après, la crise économique causée par l’abolition du statut de port franc entraîna le déclin de la Congrégation, qui, pourtant, n’hésita pas, en 1903, à doter le temple d’un orgue admirable construit par Agati-Tronci et sans égal en Toscane.
L’édifice fut épargné par les bombardements de la Seconde Guerre mondiale, mais spoliée de son orgue. Après la guerre, en raison de son excellente acoustique, elle accueillit de nombreux concerts, puis à la fin des années 1960 elle fut louée à l’Église adventiste du septième jour pour cinq ans.

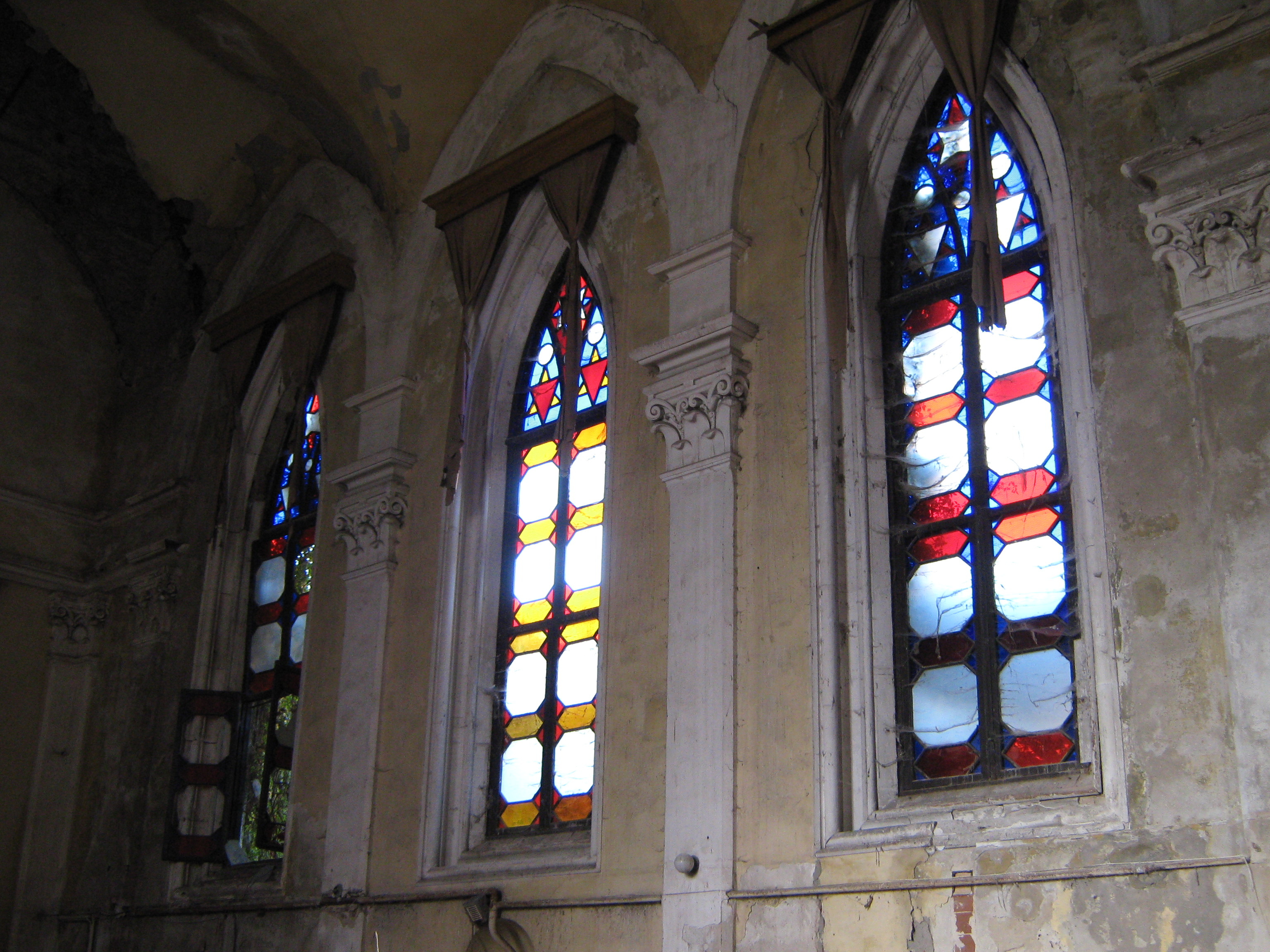
Vitrail de l'église.

Le décès des derniers membres de la Congrégation dans la seconde moitié du  XXe siècle accompagna le long et inexorable déclin du temple. Tandis que les salles d’école de la communauté et le logement du pasteur attenants à l’abside étaient détruits et remplacés par un imposant immeuble, les premiers dégâts furent constatés sur l’ornementation du bâtiment, affectant en premier lieu les élégants pinacles de la façade.
Au début du nouveau millénaire, avec la reconstitution de la Congrégation en association, quelques travaux de restauration furent entrepris sur la toiture et les vitraux, mais ils n’apportèrent pas de remède aux problèmes de structure constatés lors de la construction de l’immeuble adjacent. Aujourd’hui, des éléments de la structure intérieure du plafond sont tombés et couvrent en partie les bancs datant du XIXe siècle. Le parquet de bois est effondré en divers endroits et de nombreux éléments en pierre sont ébranlés ou brisés. Dans les dernières années du XXe siècle, le contrefort du Fosso Reale s’était écroulé à cet endroit, fragilisant l’édifice. Les réparations partielles (comme le montre le fait que la couverture de pierre n’a pas été replacée) n’ont pas concerné les dégradations structurelles.

## Architecture
Le temple de la Congrégation hollandaise-allemande est l’un des rares édifices de Livourne construit dans le style néogothique et certainement le plus significatif et le plus important. La façade possède trois rosaces à la géométrie raffinée : la rosace centrale, plus grande et située au-dessus de la porte d’entrée, de style floral, est encadrée de deux rosaces plus petites de style flamboyant 
L’intérieur est une vaste salle rectangulaire, précédée d’une tribune située au-dessus du vestibule d’entrée et prolongée par une large abside circulaire. Giacomelli associe des éléments des traditions gothique et classique : le long de la nef, des pilastres au motif classique soutiennent des arcs brisés et encadrent des fenêtres en ogive.

## Autres photographies

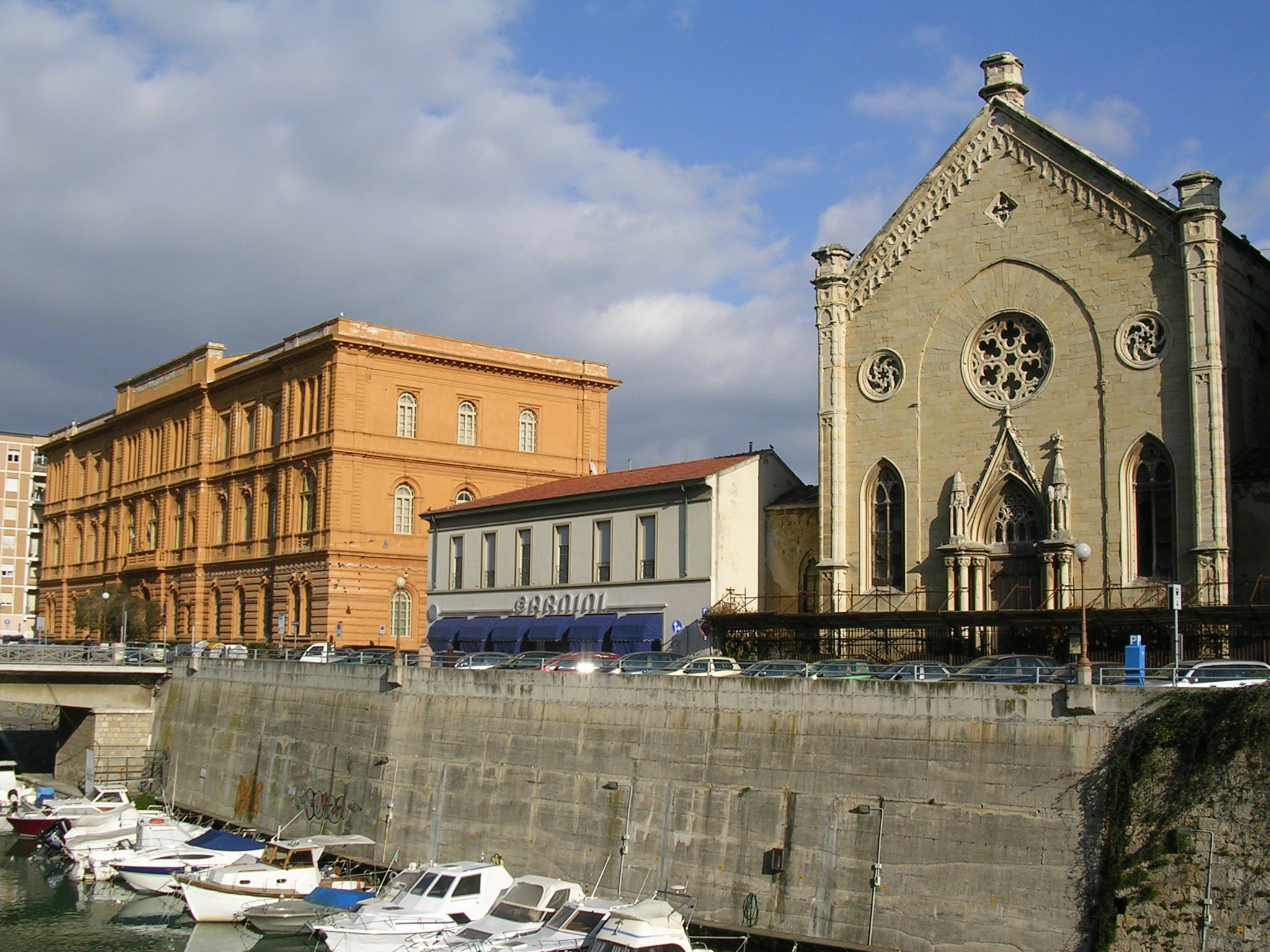
L’église et le Fosso Reale qui a lui aussi besoin de réparations
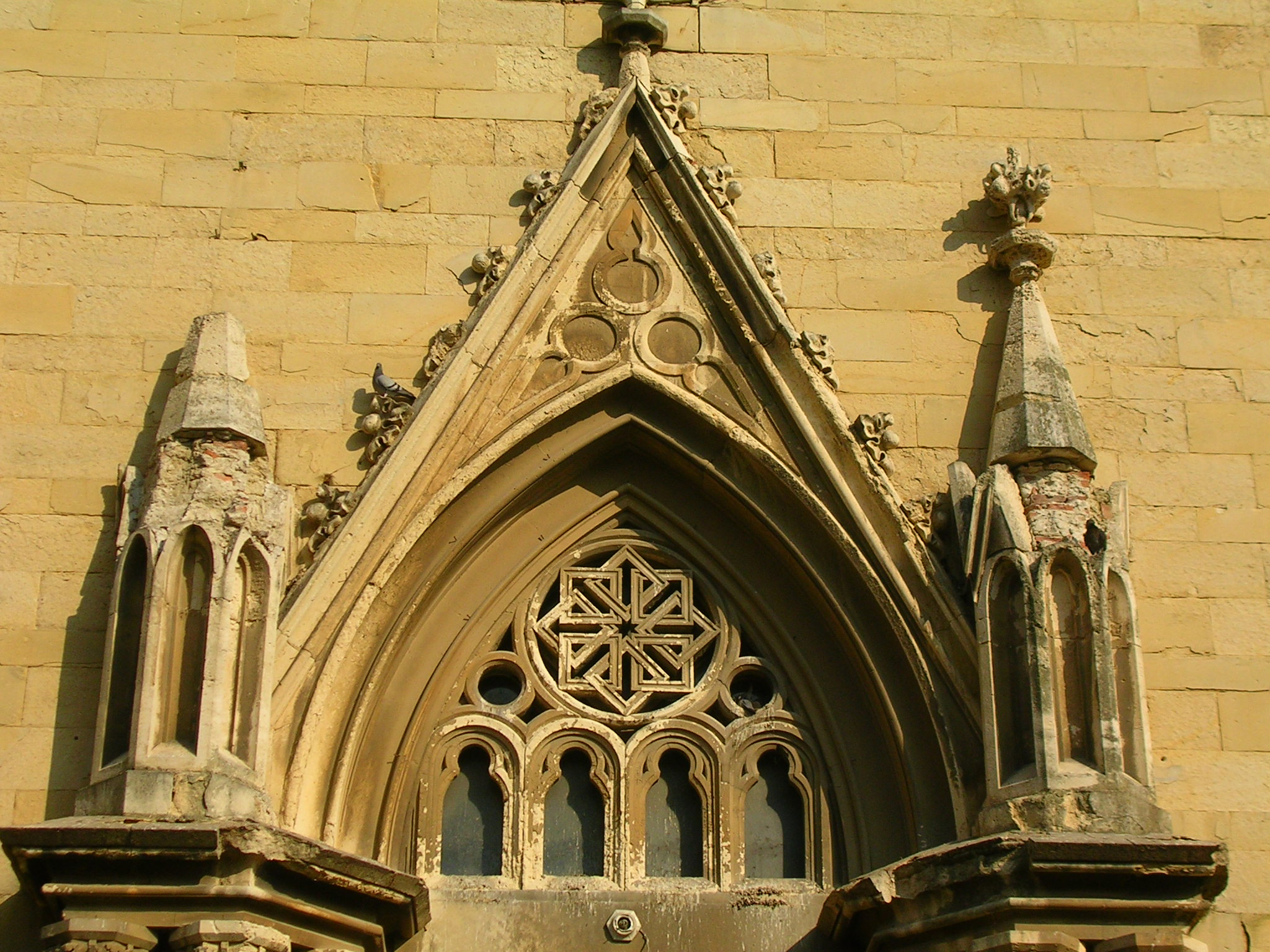
Détail de l’état précaire de conservation (2007)
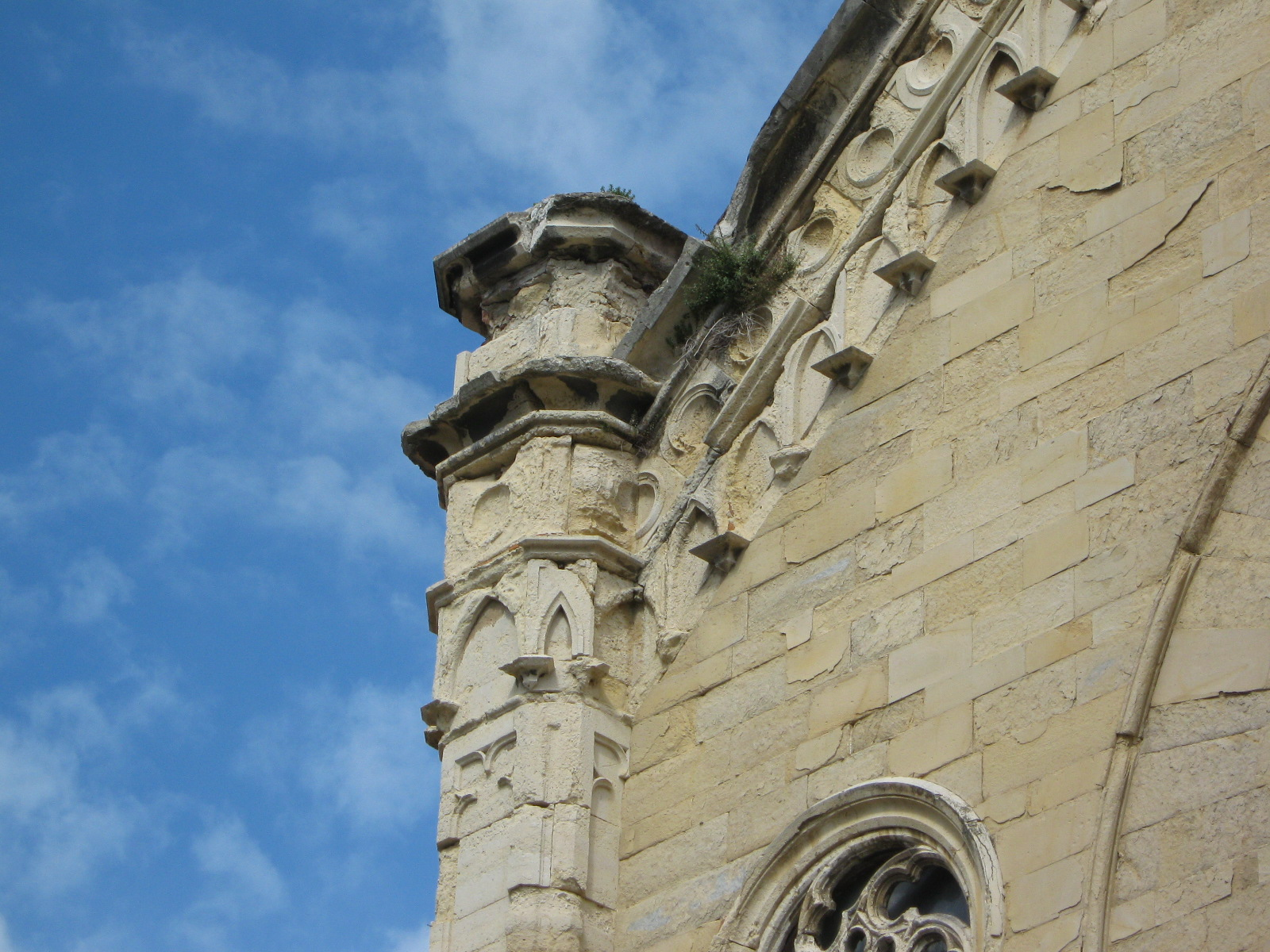
Le socle d’un pinacle à un stade avancé de dégradation
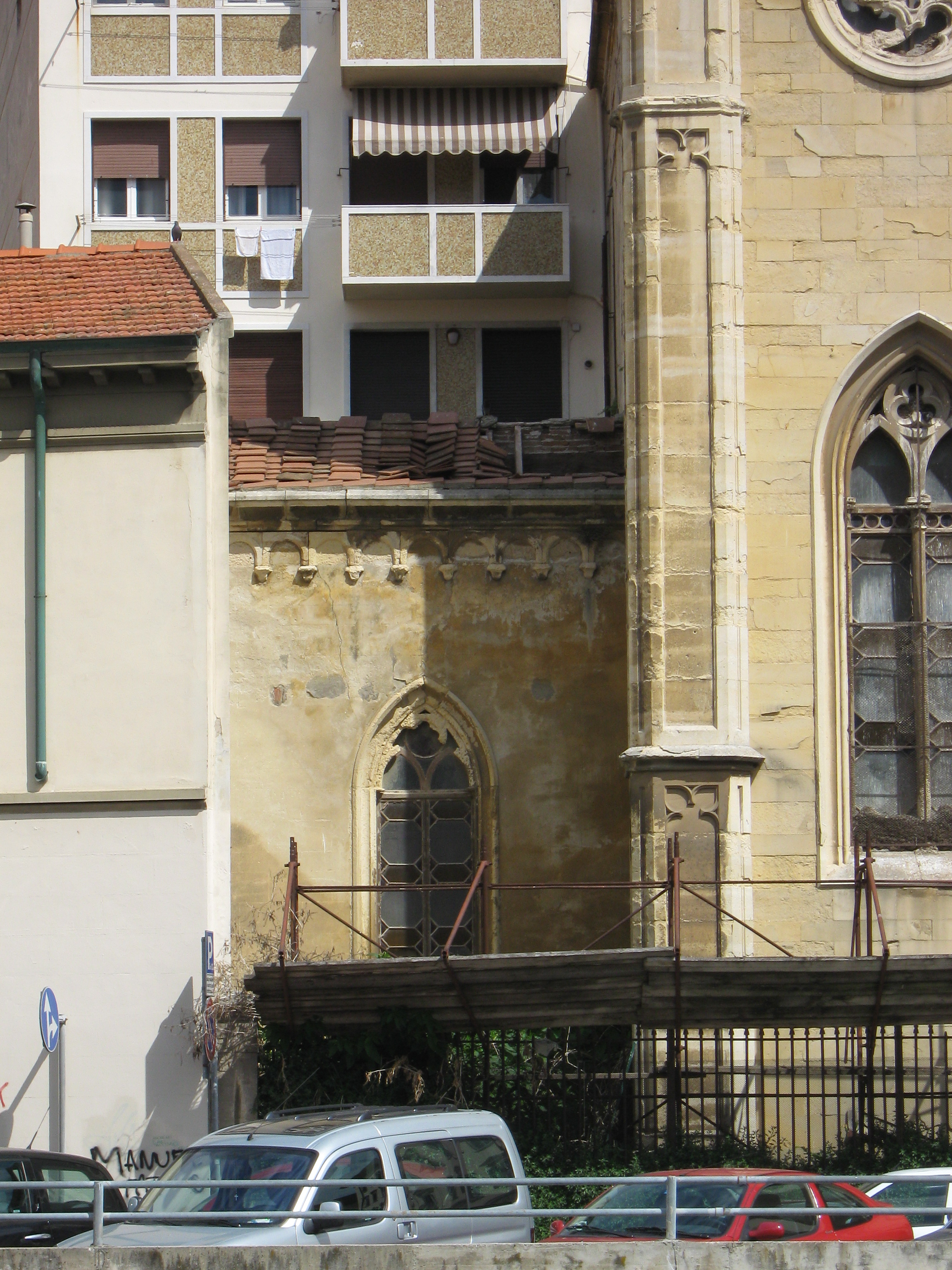
Le toit de la salle latérale effondré en 2008
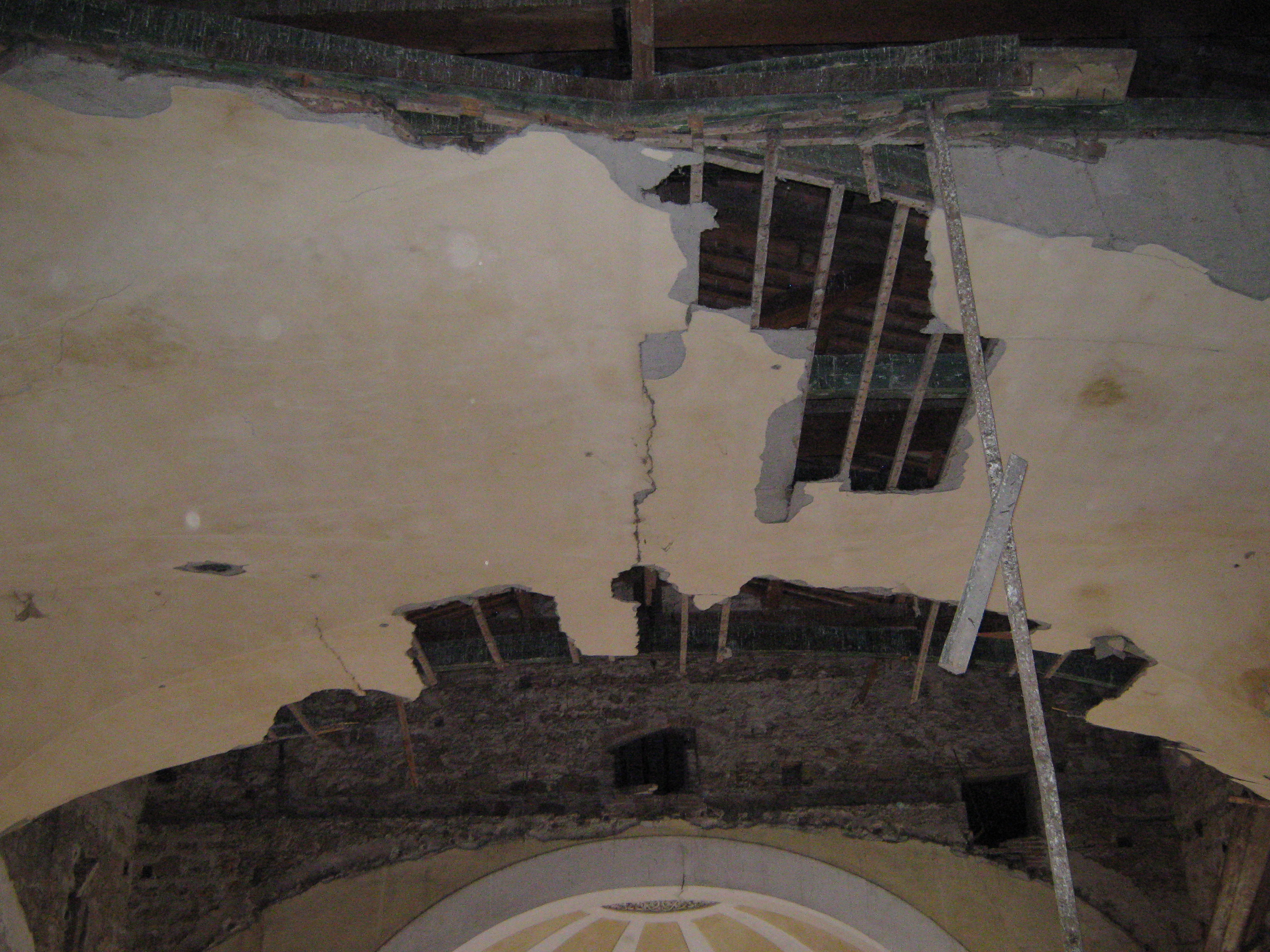
L’état du plafond dans la nef en 2010